# Richtlinie 1999/45/EG (Zubereitungsrichtlinie)
Die Richtlinie 1999/45/EG (Zubereitungsrichtlinie) ist eine Europäische Richtlinie mit der die Rechts- und Verwaltungsvorschriften der Mitgliedstaaten für die Einstufung, Verpackung und Kennzeichnung gefährlicher Zubereitungen angeglichen wurden. Vom 1. Dezember 2010 bis 1. Juni 2015 war sie parallel zur Nachfolge-Verordnung (EG) Nr. 1272/2008 (CLP) anwendbar und wurde zum 30. Mai 2015 endgültig durch diese außer Kraft gesetzt.

## Historie
Seit 1967 wurden in der Europäischen Union die Rechts- und Verwaltungsvorschriften für gefährliche Stoffe harmonisiert um bei freiem Warenverkehr Gesundheit und Umwelt zu schützen. Zunächst wurde die Richtlinie 67/548/EWG zur Angleichung der Rechts- und Verwaltungsvorschriften für die Einstufung, Verpackung und Kennzeichnung gefährlicher Stoffe eingeführt, 1999 folgte diese Richtlinie 1999/45/EG für die Einstufung, Verpackung und Kennzeichnung gefährlicher Zubereitungen. Diese Richtlinie galt für gefährliche Zubereitungen (Gemenge, Gemische und Lösungen, die aus zwei oder mehreren Stoffen bestehen), die mindestens einen gefährlichen Stoff enthalten oder die aufgrund der physikalisch-chemischen Eigenschaften und/oder der gesundheitsgefährdenden Eigenschaften und/oder der Umweltgefährlichkeit als gefährlich eingestuft werden. Sie galt nicht für folgende für den Endverbraucher bestimmte Zubereitungen z. B. in Form von Fertigerzeugnissen: Arzneimittel, Kosmetika, Abfälle (Richtlinie 2006/12/EG über Abfallbeseitigung), Lebensmittel, Futtermittel, radioaktive Stoffe oder medizinische Geräte. Sie galt auch nicht für die Beförderung gefährlicher Zubereitungen im Eisenbahn-, Straßen-, Binnenschiffs-, See- und Luftverkehr.
Durch die Einführung der CLP-Verordnung wurden die ursprünglichen Richtlinien stufenweise ersetzt. Für den Zeitraum vom 1. Dezember 2010 bis 1. Juni 2015 mussten Stoffe sowohl gemäß den Richtlinien über gefährliche Stoffe oder Zubereitungen als auch der CLP-Verordnung eingestuft werden. Während dieses Zeitraums mussten beide Einstufungen gemeinsam in den Sicherheitsdatenblättern erscheinen. Ab dem 1. Juni 2015 hat die CLP-Verordnung, die Vorgänger-Richtlinie über gefährliche Stoffe und Zubereitungen dauerhaft ersetzt.

## Aufbau der Richtlinie 1999/45/EG
- Artikel 1 Ziele und Anwendungsbereich
- Artikel 2 Begriffsbestimmungen
- Artikel 3 Bestimmung gefährlicher Eigenschaften von Zubereitungen
- Artikel 4 Allgemeine Grundsätze für die Einstufung und Kennzeichnung
- Artikel 5 Bestimmung der gefährlichen physikalisch-chemischen Eigenschaften
- Artikel 6 Bestimmung der gesundheitsgefährdenden Eigenschaften
- Artikel 7 Bestimmung der umweltgefährlichen Eigenschaften
- Artikel 8 Verpflichtungen und Aufgaben der Mitgliedstaaten
- Artikel 9 Verpackung
- Artikel 10 Kennzeichnung
- Artikel 11 Anwendung der Kennzeichnungsvorschriften
- Artikel 12 Ausnahmen von den Kennzeichnungs- und Verpackungsvorschriften
- Artikel 13 Fernverkauf
- Artikel 14 Sicherheitsdatenblatt
- Artikel 15 Vertraulichkeit der chemischen Namen
- Artikel 16 Rechte der Mitgliedstaaten hinsichtlich der Sicherheit der Arbeitnehmer
- Artikel 17 Mit der Entgegennahme der Informationen über die Gesundheitsaspekte beauftragte Stellen
- Artikel 18 Freier Verkehr
- Artikel 19 Schutzklausel
- Artikel 20 Anpassung an den technischen Fortschritt
- Artikel 21 Aufhebung von Richtlinien
- Artikel 22 Umsetzung
- Artikel 23 Inkrafttreten
- Artikel 24 Adressaten
- ANHANG I METHODEN ZUR BEURTEILUNG DER PHYSIKALISCH-CHEMISCHEN EIGENSCHAFTEN DER ZUBEREITUNGEN NACH ARTIKEL 5
  - TEIL A Ausnahmen von den Prüfmethoden nach Anhang V Teil A der Richtlinie 67/548/EWG
  - TEIL B Abweichende Berechnungsmethoden
- ANHANG II METHODEN ZUR BEURTEILUNG GESUNDHEITSGEFÄHRDENDER EIGENSCHAFTEN VON ZUBEREITUNGEN NACH ARTIKEL 6
  - TEIL A Verfahren zur Beurteilung gesundheitsgefährdender Eigenschaften
  - TEIL B Konzentrationsgrenzwerte für die Beurteilung gesundheitsgefährdender Eigenschaften
- ANHANG III METHODEN ZUR BEURTEILUNG DER UMWELTGEFÄHRLICHEN EIGENSCHAFTEN EINER ZUBEREITUNG NACH ARTIKEL 7
  - TEIL A Verfahren zur Beurteilung umweltgefährlicher Eigenschaften
  - TEIL B Konzentrationsgrenzwerte für die Beurteilung umweltgefährlicher Eigenschaften
- ANHANG IV BESONDERE BESTIMMUNGEN FÜR BEHÄLTER VON ZUBEREITUNGEN, DIE IM EINZELHANDEL ANGEBOTEN WERDEN BZW. FÜR JEDERMANN ERHÄLTLICH SIND
  - TEIL A Mit kindergesicherten Verschlüssen auszustattende Behälter
  - TEIL B Behälter, die mit einem ertastbaren Warnzeichen versehen sein müssen
- ANHANG V BESONDERE KENNZEICHNUNGSVORSCHRIFTEN FÜR BESTIMMTE ZUBEREITUNGEN
- ANHANG VI VERTRAULICHE BEHANDLUNG DER CHEMISCHEN IDENTITÄT EINES STOFFES
  - TEIL A Im Antrag auf vertrauliche Behandlung anzugebende Informationen
  - TEIL B Leitfaden für die Festlegung von Ersatzbezeichnungen (generische Namen)
- ANHANG VII ZUBEREITUNGEN IM SINNE VON ARTIKEL 12 ABSATZ 2
- ANHANG VIII
  - TEIL A Nach Artikel 21 aufgehobene Richtlinien
  - TEIL B Termine für die Umsetzung und Ausführung nach Artikel 21
  - TEIL C Sonderregelung für Österreich, Finnland und Schweden betreffend die Anwendung folgender Richtlinien gemäß Artikel 21